# Wlislocki Henrik
Wlislocki Henrik (Heinrich Adalbert von Wlislocki; Brassó, 1856. július 9. – Betlenszentmiklós, 1907. február 19.) erdélyi nyelvész, fordító és etnográfus, tanár.

## Élete
Lengyel adószedő és erdélyi szász szülők gyermeke. A brassói Johannes Honterus Gimnázium diákja volt.
1876-tól a Kolozsvári Egyetemen tanult, majd bölcseleti doktor lett. Apja halálát követően személyi nevelő volt, majd 1884-től rozsnyói tanár.[forrás?] 1887-ben Katona Lajos és Herrmann Antal közreműködésével megindította az Ethnologische Mitteilungen aus Ungarn című folyóiratot. 1897-től elborult elméje, s második felesége Fanny Dörfler magyartanár, folklorista ápolta. Nagy szegénységben hunyt el.
A cigányok életmódját és nyelvét tanulmányozta. Állását feladta és velük vándorolt, családtaggá lett. Cigány nőt vett feleségül, akitől később elvált. Emellett magyar, sokác, örmény, erdélyi román és szász folklórvizsgálatokat is végzett. Petőfi Sándor műveit fordította izlandi nyelvre, illetve Vajda János műveit németre.

## Emléke
- Pécsi Tudományegyetem Wlislocki Henrik Szakkollégium[5]

## Művei
- 1881 Adalék a cigány nyelvészet történelméhez. Kolozsvár.
- 1884 Die Sprache der transylvanischen Zigeuner. Leipzig.
- 1886 Märchen und Sagen der transylvanischen Zigeuner. Berlin.
- 1890 Vom wanderischen Zigeunervolke. Hamburg.
- 1890 Volksdichtung der siebenbürgischen und südungarischen Zigeuner. Wien.
- 1893 Aus dem Volksleben der Magyaren. München.
- 1893 Volksglaube und Volksbrauch der siebenbürger Sachsen. Berlin.
- 1893 Volksglaube und religiöser Brauch der Magyaren. Münster.